# 2018年苏拉威西岛地震
2018年苏拉威西岛地震是指2018年9月28日发生于印度尼西亚苏拉威西岛的地震。该次地震震中位于南纬0.178度、东经119.840度，即印度尼西亚中苏拉威西省首府帕卢向北约78千米处，震级为MW 7.5级、MS 7.4级，震源深度约10千米。截至2018年10月14日，本次地震已造成二千二百餘人罹难、超过1万人受伤，另有逾五千人失蹤，是自2006年日惹地震以来印度尼西亚境内造成死亡人数最多的地震，同时也是2018年造成遇难人数最多的地震。

## 构造机制
巽他板块是一个位于亚洲东南部的板块，巽他板块的东面、南面和西面边界均有复杂构造和活跃地壳活动，而北面的边界相对较为平静。苏拉威西岛位于澳大利亚板块、太平洋板块、菲律宾板块和巽他板块之间相互作用的复杂地带，因此发育了许多小型的微板块。2018年苏拉威西岛地震即发生于巽他板块中的莫鲁卡海微板块，是一次走滑断层事件。
在本次地震发生前，震中地区曾于1968年8月发生过一次震级为7.2级的地震。

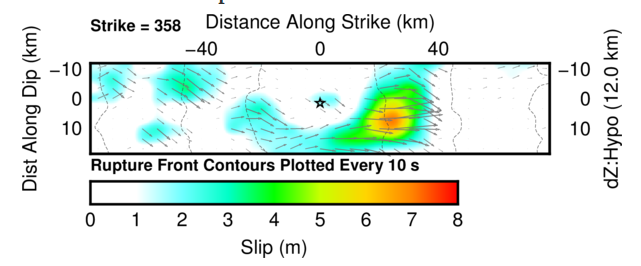
美国地质调查局制作的2018年苏拉威西岛地震滑移分布截面图
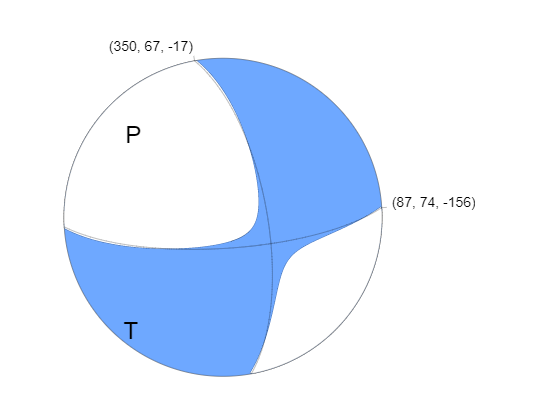
美国地质调查局制作的2018年苏拉威西岛地震震源机制解图
2018年苏拉威西岛地震余震震中分布图

## 参数测定
印度尼西亚气象、气候和地球物理局和美国地质调查局最初测定的本次地震的震级均为7.7级。在随后的正式报告中，印度尼西亚气象、气候和地球物理局发布的震级不变，仍为7.7级，而美国地质调查局将震级修订为MW 7.5级、Ms 7.1级，另测出震源深度约为10千米。中国地震台网测定的震级为Ms 7.4级。

## 海啸
地震发生约5分钟后，即18时07分，印度尼西亚通讯和信息部通过短信的形式向帕卢和栋加拉县发布了海啸预警。其中，栋加拉县预计将遭到高度为0.5米至3米的海啸侵袭，帕卢预计将遭到高度为0.5米以下的海啸侵袭。同时，印度尼西亚的官员们计算了海啸到达的预计时间，认为海啸将在地震发生20分钟后到达帕卢。地震发生25分钟后，即18时27分，印度尼西亚气象、气候和地球物理局设立于西苏拉威西省马穆朱沿岸的观测点观测到了海啸的第一波。
虽然印度尼西亚气象、气候和地球物理局及时发布了海啸预警，但由于过早认为海啸已经退去，便很快就解除相关的预警，因此造成了更多本来可避免的伤亡。
同时，虽然海啸警报及时地被发布，但实际上的海啸高度远远高于先前的预想。据帕卢当地居民报告，海啸到达该地沿岸时的高度至少达到了2米，甚至有报告称海啸到达了二层楼的高度。随后，当地官员解释称，由于帕卢位于一个狭窄海湾的尽头，海啸的高度在进入海湾时迅速增长。因此，帕卢所遭受到的海啸的高度实际上至少超过了5米，甚至达到了6米。
按照震源机制分析，由于2018年苏拉威西岛地震是一次走滑型地震，地壳的运动主要为水平运动，因此预测的海啸高度较低。任职于牛津大学的地质学家巴普蒂斯特·贡伯特认为，造成海啸高度远远高于先前预想的原因可能还有地震引发了水下滑坡，致使海啸高度增高。

## 震害情况

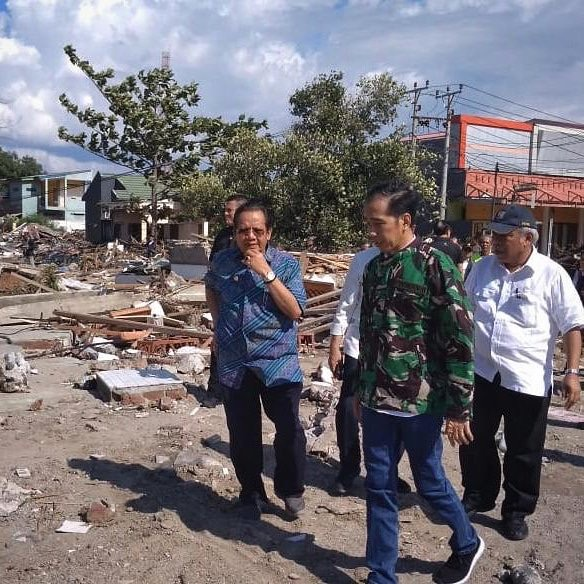
印度尼西亚总统佐科·维多多于灾区确认震害情况

截至2018年10月9日，2018年苏拉威西岛地震共造成2091人遇难，是截至同日2018年造成遇难人数最多的地震。同时，超过10600人在本次地震中受伤，其中有约2500人伤势严重。印度尼西亚灾难应变部门称，在地震发生时，帕卢的塔丽思海滩正在举办节庆派对，数以千计的参与者在海啸警报发出后仍坚持继续举行派对。附近的一名居民表示看到了许多尸体散布在沙滩上，甚至还有尸体在海面上漂浮。一些附近的居民爬上较高的树木而逃过了海啸。除此之外，6万多座房屋和2700多座学校在本次地震中受损，另有7万多人被迫前往别处避难。在10月8日至13日于巴厘岛举行的世界银行和国际货币基金组织秋季年会上，世界银行初步认为2018年苏拉威西岛地震给灾区的基础设施、住宅和非住宅财产带来的实际损失约为5.31亿美元。
设立于帕卢的一座囚禁着560名囚犯的监狱由于受损，超过半数的囚犯趁机逃出监狱。由于监狱工作人员正协助救灾，暂时未有计划搜寻已经逃走的囚犯。除此之外，中苏拉威西省有92人因抢劫货物而被当地警方逮捕。
受地震影响，位于帕卢的穆提亚拉西斯朱弗里机场因跑道出现长达500米的裂纹于地震发生当天19时被迫关闭。除跑道受损外，机场的导航系统和塔台均收到了损害，数百名乘客滞留在机场。为确保一架飞机成功起飞，一名年仅21岁的空中交通管制员安东尼乌斯·古纳旺·阿贡在工作中意外遇难。9月29日，机场重新对外开放，但仅保留最基础的服务。
印尼國家災害應變總暑發言人苏托波·普沃·努格罗荷在雅加達举办的记者招待会上宣布，印尼搜救人員將于10月11日停止搜寻工作，即停止尋找受災者遺體。届时，仍未获救的人员将被列为失踪人员，并假定已经死亡。雖然仍可能繼續進行有限的搜索，但从此之后不会投入大量人員或进行重設備的大規模行動。

## 外界反应
欧洲联盟委员会于9月30日发布公告称，将向中苏拉威西省震灾区捐助150万欧元以用于救助灾区最脆弱的灾民。此外，欧盟还宣布将派遣救援专家赴灾区协调救灾事宜。联合国于10月5日称，将向本次地震灾区拨付5050万美元用于紧急援助，计划该笔资金在未来三个月内向19.1万人提供帮助。同月14日，世界银行称将向印度尼西亚提供10亿美元贷款用于灾区救援、重建等工作中。
马来西亚首相马哈迪·莫哈末说，作为印尼的鄰国，马来西亚绝不会坐视不理，但需要恰当的协调机制，否则将会为救援工作添乱：“若我们没有恰当的协调，将会为救援工作添乱，甚至会为打扰其他救援工作。”。副首相旺阿兹莎指出，有意提供援助予印尼地震和海啸灾民的非政府组织，可以联络国家赈灾信托基金（NDRTF）。
中国的民间独立志愿者唐时（化名）自费5万元人民币，另通过各种途径筹得2万元人民币，为灾区捐献了150公斤大米和25公斤白糖，另捐献了汽油、饮用水、食物、帐篷和毛毯等必备物资。